# (9855) 1991 CU
(9855) 1991 CU là một tiểu hành tinh vành đai chính. Nó được phát hiện bởi Robert H. McNaught ở Đài thiên văn Siding Spring ở Coonabarabran, New South Wales, Australia, ngày 7 tháng 2 năm 1991.